# Victor Baravalle
Pour les articles homonymes, voir Baravalle.
Victor Baravalle (parfois crédité Victor Baravelle), né le 2 novembre 1885 en Italie et mort le 11 mars 1939 à Brentwood (Californie), est un chef d'orchestre et compositeur d'origine italienne.

## Biographie
Né en Italie et Immigré aux États-Unis, Victor Baravalle mène une partie de sa carrière comme directeur musical à Broadway (New York) de dix-huit comédies musicales, deux opérettes et trois revues, depuis The Melting of Molly en 1918-1919 (comédie musicale sur une musique de Sigmund Romberg, avec Maude Turner Gordon et Edgar Norton) jusqu'à L'Auberge du Cheval-Blanc en 1936-1937 (opérette sur une musique de Ralph Benatzky, avec Kitty Carlisle et William Gaxton).
Entretemps, il collabore notamment à dix comédies musicales de Jerome Kern, dont Show Boat (1927-1929, avec Helen Morgan et Charles Winninger). Mentionnons encore la revue Ziegfeld Follies of 1924 produite par Florenz Ziegfeld (1924, avec Ann Pennington et Lupino Lane), ainsi que la comédie musicale Mozart de Sacha Guitry et Reynaldo Hahn (1926, avec Irène Bordoni dans le rôle-titre et Lucile Watson.
Au cinéma, il contribue à près de vingt films américains (surtout musicaux), depuis Show Boat d'Harry A. Pollard (première adaptation de la comédie musicale éponyme précitée, 1929, avec Laura La Plante et Joseph Schildkraut) jusqu'à La Grande Farandole d'H. C. Potter (avec Fred Astaire et Ginger Rogers). Ce dernier sort le 29 mars 1939, moins d'un mois après la mort prématurée de Victor Baravalle, à 53 ans.
Dans l'intervalle, citons aussi Imprudente Jeunesse de Victor Fleming (1935, avec Jean Harlow et William Powell), Show Boat de James Whale (deuxième adaptation de la même comédie musicale, 1936, avec Helen Morgan et Charles Winninger reprenant leurs rôles créés à Broadway), ou encore Amanda de Mark Sandrich (son avant-dernier film, 1938, également avec le duo Astaire-Rogers).
Amanda vaut à Victor Baravalle une nomination en 1939 à l'Oscar de la meilleure musique de film (catégorie meilleure adaptation musicale).

## Théâtre à Broadway (sélection)

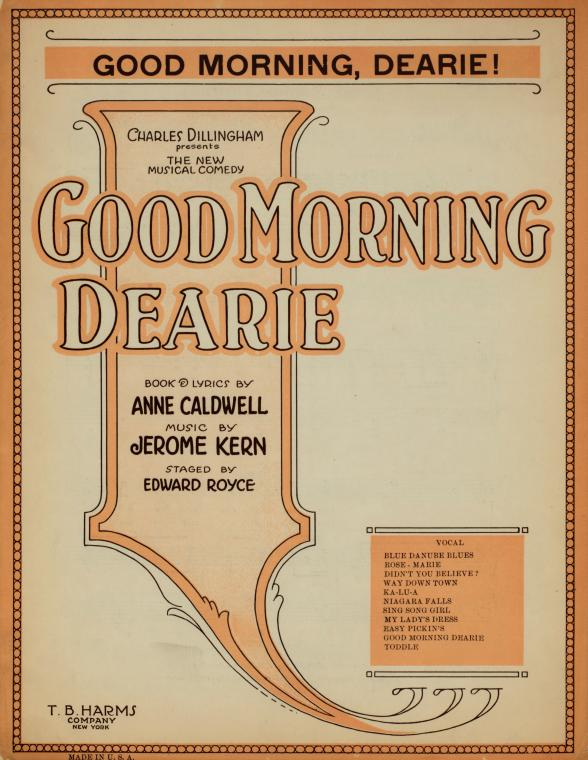
Good Morning Dearie (comédie musicale, 1921-1922)

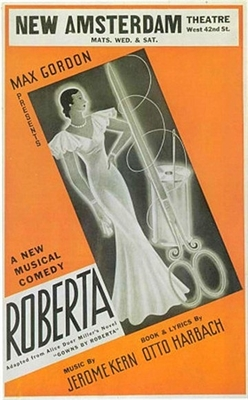
Roberta (comédie musicale, 1933-1934)

(comme directeur musical)

### Comédies musicales
- 1918-1919 : The Melting of Molly, musique de Sigmund Romberg, lyrics de Cyrus Wood, livret de Maria Thompson Davies
- 1919 : Miss Millions, musique de Raymond Hubbell, lyrics, livret, mise en scène et production de R. H. Burnside
- 1920 : The Night Boat, musique de Jerome Kern, lyrics et livret d'Anne Caldwell
- 1921 : Princess Virtue, musique, lyrics et livret de B. C. Hilliam et Gitzz Rice
- 1921-1922 : Good Morning Dearie, musique de Jerome Kern, lyrics et livret d'Anne Caldwell
- 1922-1923 : The Bunch and Judy, musique de Jerome Kern, lyrics d'Anne Caldwell, livret d'Anne Caldwell et Hugh Ford
- 1923 : Cinders, musique de Rudolf Friml, lyrics et livret d'Edward Clark
- 1923-1924 : Stepping Stones, musique de Jerome Kern (orchestrée par Robert Russell Bennett), lyrics d'Anne Caldwell, livret d'Anne Caldwell et R. H. Burnside
- 1925 : The City Chap, musique de Jerome Kern (orchestrée par Robert Russell Bennett), lyrics d'Anne Caldwell, livret de James Montgomery
- 1926 : Mozart, musique de Reynaldo Hahn, livret original de Sacha Guitry adapté par Ashley Dukes
- 1926-1927 : Criss Cross, musique de Jerome Kern, lyrics et livret d'Anne Caldwell et Otto Harbach
- 1926-1927 : Betsy, production de Florenz Ziegfeld, musique de Richard Rodgers (orchestrée par Robert Russell Bennett), lyrics de Lorenz Hart, livret d'Irving Caesar et David Freedman (d'après le roman éponyme d'Edna Ferber), costumes de Charles Le Maire
- 1927-1929 : Show Boat, production de Florenz Ziegfeld, musique de Jerome Kern, lyrics, livet et mise en scène d'Oscar Hammerstein II, décors de Joseph Urban
- 1931-1932 : The Cat and the Fiddle, musique (orchestrée par Robert Russell Bennett) de Jerome Kern, lyrics et livret d'Otto Harbach
- 1932-1933 : Music on the Air, musique de Jerome Kern (orchestrée par Robert Russell Bennett), lyrics et livret d'Oscar Hammerstein II, mise en scène de Jerome Kern et Oscar Hammerstein II, , costumes de John Harkrider et Howard Shoup
- 1933-1934 : Roberta, musique de Jerome Kern (orchestrée par Robert Russell Bennett), lyrics et livret d'Otto Harbach
- 1934 : Conversation Piece, musique, lyrics, livret et mise en scène de Noël Coward
- 1934-1935 : Revenge with Music, musique d'Arthur Schwartz (orchestrée par Robert Russell Bennett), lyrics et livret d'Howard Dietz

### Opérettes
- 1920-1921 : Afgar, musique de Charles Cuvillier, livret original d'André Barde et Michel Carré adapté par Fred Thompson et Worton David, nouveaux lyrics de Douglas Furher, décors et costumes de Paul Poiret
- 1936-1937 : L'Auberge du Cheval-Blanc (White Horse Inn), musique de Ralph Benatzky, livret original d'Erik Charell, Hans Müller et Robert Gilbert adapté par David Freedman, nouveaux lyrics d'Irving Caesar, costumes d'Ernst Stern et Irene Sharaff, mise en scène d'Erik Charell

### Revues
- 1921-1922 : The Greenwich Village Follies of 1921, musique de Carey Morgan, lyrics et sketches de John Murray Anderson et Arthur Swanstrom
- 1923 : Nifties of 1923, musique, lyrics et sketches de divers auteurs, dont Bert Kalmar et Buddy DeSylva
- 1924 : Ziegfeld Follies of 1924, production de Florenz Ziegfeld, musique, lyrics et sketches de divers auteurs, dont Victor Herbert et Will Rogers

## Filmographie partielle

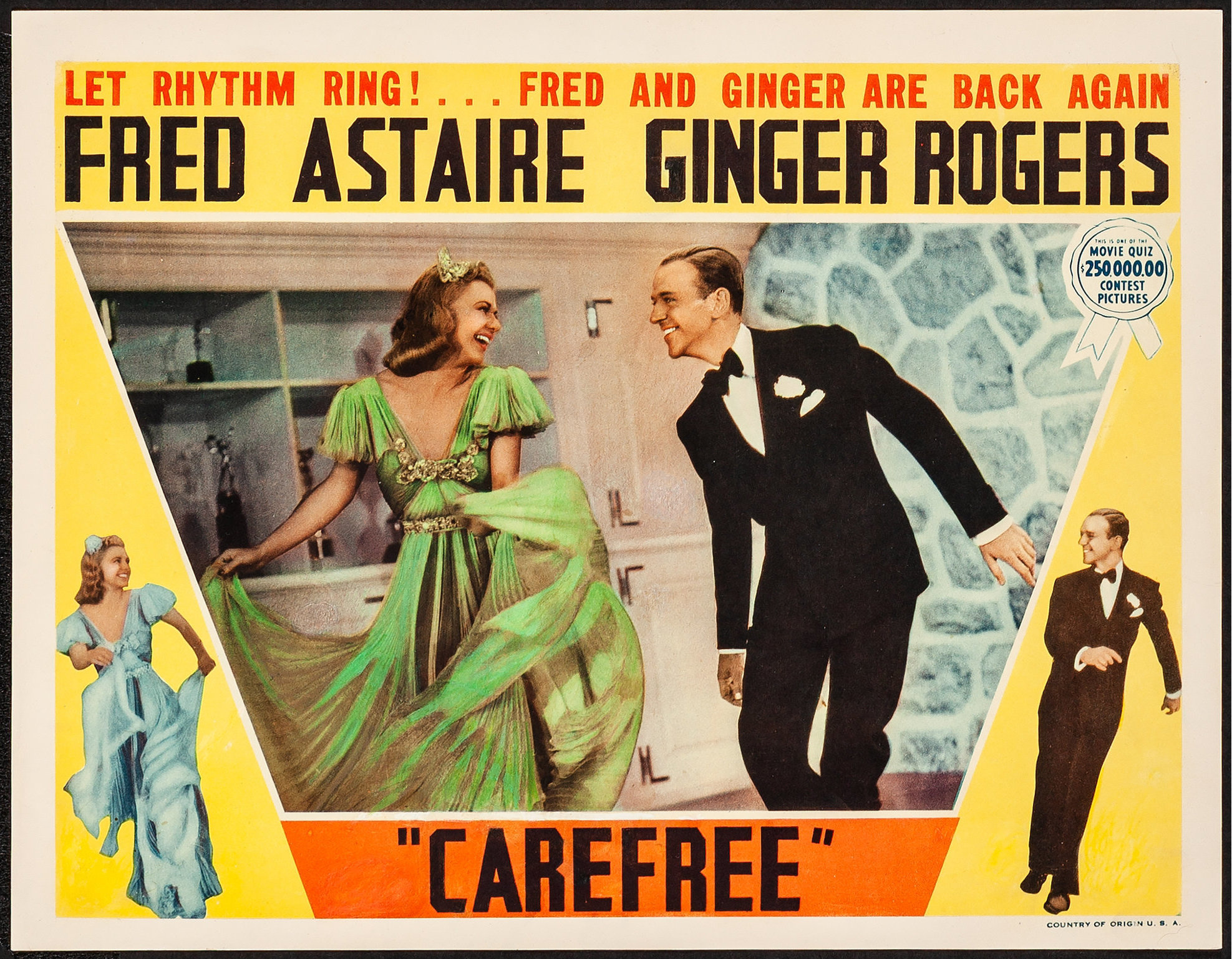
Amanda (poster, 1938)

(comme directeur musical, sauf mention complémentaire)
- 1929 : Show Boat d'Harry A. Pollard (prologue)
- 1929 : Rio Rita de Luther Reed
- 1929 : Le Vagabond du jazz (The Vagabond Lover) de Marshall Neilan
- 1930 : Quand l'amour appelle (Love Comes Along) de Rupert Julian
- 1930 : Coucous (The Cuckoos) de Paul Sloane (+ compositeur)
- 1935 : Imprudente Jeunesse (Reckless) de Victor Fleming
- 1935 : The Flame Within d'Edmund Goulding
- 1935 : La Femme au masque (Escapade) de Robert Z. Leonard
- 1936 : Show Boat de James Whale
- 1937 : Une demoiselle en détresse (A Damsell in Distress) de George Stevens
- 1938 : Amanda (Carefree) de Mark Sandrich
- 1939 : La Grande Farandole (The Story of Vernon and Irene Castle) d'H. C. Potter

## Distinction
- 1939 : Nomination à l'Oscar de la meilleure musique de film, catégorie Meilleure adaptation musicale, pour Amanda.